# Wilhelm von Scharnhorst
Heinrich Wilhelm Gerhard Scharnhorst, seit 1802 von Scharnhorst (* 16. Februar 1786 in Hannover; † 13. Juni 1854 in Bad Ems) war ein preußischer General der Infanterie.

## Leben

### Familie
Er entstammte einer niedersächsischen Familie und war der älteste Sohn des Militärreformers und preußischen Generalleutnants Gerhard von Scharnhorst (1755–1813), der 1802 mit seinen Nachkommen in den preußischen Adelsstand erhoben wurde war. und Stifter des Adelsgeschlechts von Scharnhorst. Scharnhorst heiratete am 21. August 1818 Agnes Gräfin Neidhardt von Gneisenau (1800–1822), die Tochter des späteren Generalfeldmarschalls August Graf Neidhardt von Gneisenau (1760–1831) und der Karolina von Kottwitz (1772–1832). Mit dem Tod ihres Sohnes August (1821–1875) erlosch die Familie von von Scharnhorst im Mannesstamm.

### Militärkarriere
Scharnhorst war seit 29. August 1794 zunächst Kadett bei der kurhannoverschen Artillerie. Im Mai 1803 holte ihn sein Vater zur weiteren Ausbildung nach Berlin. Am 1. August 1809 trat Scharnhorst dann als Husar beim Brandenburgischen Husaren-Regiment in die Preußische Armee ein. Dort wurde er am 3. Januar 1810 Fähnrich, nahm aber bereits drei Monate später als Sekondeleutnant seinen Abschied, um bis 1813 bei der King’s German Legion in Portugal und Spanien zu kämpfen. 1812 stieg er zum Hauptmann und Adjutanten bei Wellington auf. Da er die portugiesische Sprache beherrschte, übersetzte er dort auch Schriftstücke ins Deutsche.
Am 26. April 1813 wieder in preußischen Diensten angestellt, kam Scharnhorst als Sekondeleutnant zum Generalstab des Korps Blücher. Während der Befreiungskriege nahm er an den Kämpfen bei Großgörschen, Bautzen, Katzbach, Leipzig, Laon, Ligny und Waterloo sowie einer Reihe weitere Gefechte teil. Neben dem Eisernen Kreuz II. Klasse erhielt Scharnhorst den Russischen Orden des Heiligen Georg und den Orden des Heiligen Wladimir IV. Klasse sowie den Schwertorden.
Als Major war er im Generalstab des 8. Armeekorps. Ebenfalls als Major war er Artillerie-Inspektor von Stettin und später in Koblenz. 1833 war er als Oberst Kommandeur der 3. Schlesischen Artilleriebrigade und 1836 versah er seinen Dienst im Kriegsministerium. Am 11. Mai 1849 befehligte er die Artillerie gegen die meuternden Soldaten in der Festung Rastatt und die Aufständischen der Badischen Revolution. Nach Übergabe der Festung wurde er am 10. September 1849 zum Gouverneur von Rastatt ernannt. Am 2. Februar 1850 nahm er aus gesundheitlichen Gründen mit der gesetzlichen Pension und unter Verleihung des Charakters als General der Infanterie seinen Abschied. Scharnhorst verlegte seinen Wohnsitz von Koblenz, wo er noch immer in Garnison stand, nach Berlin.
Der studierte Jurist war akademisches Ehrenmitglied der Preußischen Akademie der Wissenschaften.
Er starb 1854 während eines Kuraufenthalts in Bad Ems an einem Schlaganfall. Er ruht im Familiengrab der Scharnhorsts auf dem Invalidenfriedhof in Berlin.